# Luo Na
Luo Na, född 8 oktober 1993, är en friidrottare från Kina. Hon deltog vid olympiska sommarspelen 2020.